# See Me, Feel Me
Singles de The Who
Summertime Blues
(1970) Baba O'Riley
(1971)
See Me, Feel Me est la partie finale de la chanson We're Not Gonna Take It écrite par Pete Townshend des The Who, à la fin de l'opéra-rock Tommy.
Paru en single aux États-Unis en septembre 1970, il atteint le N°12 des charts (avec Overture en face B). Par contre, il n'atteignit même pas les listes de vente en Angleterre.